# Nationaal park Vadvetjåkka
Nationaal park Vadvetjåkka (Zweeds: Vadvetjåkka Nationalpark)  (Noord-Samisch: Vádvečohkka) is gelegen binnen de Zweedse gemeente Kiruna.
Het park (2630 hectare, gesticht in 1920) is gelegen ten noorden van de Europese weg 10 (oude Zweedse rijksweg 98) en de Ertsspoorlijn. Het wordt verder ingeklemd door de grens met Noorwegen (voor zover er sprake is van een grens) en het Torneträsk. Het park is vernoemd naar de berg Vadvetjåkka. Het is een van de moeilijkst bereikbare natuurparken.
Vanaf het spoor en de weg moet eerst een paar kilometer gewandeld worden, voordat men het terrein kan betreden. Daarbij zijn weersinvloeden van groot belang. De Atlantische Oceaan is relatief nabij, de warme Golfstroom heeft hier al invloed, maar de noordelijke ligging aan zee heeft ook tot gevolg dat er het kan stormen, sneeuwen, een combinatie daarvan, vergezeld van lage temperaturen.